# Japanese Breakfast
Japanese Breakfast — експериментальний попгурт, який очолює корейсько-американська музикантка, режисерка та авторка Мішель Заунер. Група випустила дебютний студійний альбом Psychopomp (2016) на Yellow K Records, а потім Soft Sounds from Another Planet (2017) і Jubilee (2021), обидва на лейблі Dead Oceans. Останній альбом приніс їм номінації на «Найкращий альбом альтернативної музики» та «Найкращий новий виконавець» на 64-й щорічній премії Греммі.

## Історія

### 2013–2016: Початок кар’єри
Перший реліз Japanese Breakfast — June (2013), результат проєкту, де Заунер і Рейчел Гальярді записували та публікували по одній пісні щодня протягом червня місяця. Ці пісні щодня публікувалися в блозі Tumblr rachelandmichelledojune. Як Japanese Breakfast, Заунер також брала участь у пісенному проєкті з музикантами Габріель Сміт, Florist, Frankie Cosmos і Small Wonder. Усі їхні пісні щодня публікувалися в блозі Tumblr may5to12songs. Заунер випустила свої пісні з проєкту на Bandcamp у вигляді цифрового альбому під назвою Where Is My Great Big Feeling? 6 червня 2014 року, а незабаром — American Sound 24 липня. Обидва були випущені як касета American Sound/Where Is My Great Big Feeling. Перезаписані версії кількох пісень із цих релізів з’явилися на перших двох альбомах Japanese Breakfast.

### 2016–2021:PsychopompіSoft Sounds from Another Planet
1 квітня 2016 року Japanese Breakfast випустили перший студійний альбом Psychopomp на лейблі Yellow K Records. Заунер описала дебютний альбом як протистояння смерті її матері, а також як «темний і важкий», хоча у неї було бажання зробити музику актуальною та «звуково оптимістичною». 23 червня 2016 року було оголошено, що гурт підписаний на лейбл Dead Oceans. Того ж дня Заунер випустила кліп на пісню «Jane Cum». Відео режисера Адама Колодні було натхнене фільмом «Ремесло» і зображує Заунер та трьох її друзів, які збирають предмети для ритуалів у лісі.
4 травня 2017 року Заунер випустила сингл «Machinist» і оголосила про другий студійний альбом Soft Sounds from Another Planet, який вийшов 14 липня 2017 року. Музичний кліп на «Machinist» зняла Заунер у співпраці з Адамом Колодні. 
Пісня «Boyish» була випущена як сингл 7 червня 2017 року. Третій сингл з альбому "Road Head" випущений 6 липня 2017 року. 19 жовтня 2017 року вийшов кліп на «Body is a Blade». Він був анімований із використанням старих сімейних фотографій та відео, на ньому Заунер відвідує місця з фотографій. 13 лютого 2018 року вийшов кліп на «Boyish». Разом із Soft Sounds from Another Planet була випущена гра під назвою Japanese BreakQuest. 
У 2018 році під час E3 2018 стало відомо, що Japanese Breakfast надасть саундтрек для інді гри Sable. Спочатку гра мала бути випущена у 2019 році, але двічі відкладалася. Гра та її саундтрек випущені 23 вересня 2021 року.
У 2019 році Japanese Breakfast випустили два сингли під музичним лейблом W Hotels, «Essentially» та кавер на пісню Tears for Fears «Head Over Heels».

### 2021 – дотепер:Jubilee
2 березня 2021 року Заунер випустила пісню «Be Sweet», перший сингл з третього альбому Japanese Breakfast, Jubilee, який випущений Dead Oceans 4 червня 2021 року. Музичний кліп на «Be Sweet», створений самостійно. Маріса «Міссі» Дабіс і Заунер виконують роль агентів ФБР, які стежать за інопланетянами. 15 березня Japanese Breakfast виконали пісні "Be Sweet" і "Jimmy Fallon Big!" на The Tonight Show з Джиммі Феллоном. Другий сингл «Posing In Bondage» випущений 8 квітня 2021 року. У відео, також знятому Заунер, зображена Гармоні Тівідад як працівниця продуктового магазину.
Третій і останній сингл від Jubilee, "Savage Good Boy", випущений 19 травня 2021 року. 
10 червня 2021 року гурт випустив кавер на пісню «Be Sweet» вигаданою мовою сімліш для одинадцятого пакета The Sims 4.

## Дискографія

### Студійні альбоми
- Psychopomp (2016)
- Soft Sounds from Another Planet (2017)
- Jubilee (2021)

### Саундтреки
- Sable (Original Video Game Soundtrack) (2021)

### Збірки
- June (2013)

### EP
- American Sound (2014)
- Where Is My Great Big Feeling? (2014)
- Japanese Breakfast on Audiotree Live (2016)
- Spotify Singles (2018)
- Polyvinyl 4-Track Singles Series, Vol. 3 (2018)
- W Records x Japanese Breakfast (2019)
- Live at Electric Lady (2021)